# 土谷麻貴
土谷 麻貴（つちや まき、3月4日 - ）は、日本の女性声優。神奈川県出身。2019年6月よりフリーランスの声優として活動（トイプリッズ業務提携）。

## 略歴
アミューズメントメディア総合学院声優学科卒業。
かつてはメディアフォース、ベストポジション、ACT.OZに所属していた。

## 人物
口癖はオイサ。一人称らしい。よくブログにもオイサが書かれる。趣味はキャラメル味のスイーツを食べ歩くこととお城めぐり。特技はドッジボールとイス取りゲーム。

## 出演
太字はメインキャラクター。

### テレビアニメ
時期不明
- それいけ!アンパンマン（クマ太）

2005年
- パタリロ西遊記!（翠蘭、星等美）

2006年
- Soul Link（真聡、学生、CMボイス）
- 爆球Hit! クラッシュビーダマン（月野夏子）
- RAY THE ANIMATION（女生徒A）
- RED GARDEN（マリー）

2007年
- スイスイ!フィジー!（キロロ、子魚A）

2008年
- 喰霊-零-（二階堂桐）

2009年
- 空を見上げる少女の瞳に映る世界（イリータ）
- 東京マグニチュード8.0

2011年
- 日常（女子生徒）

2014年
- 東京ESP（女性レポーター）

### 劇場アニメ
- 天上人とアクト人最後の戦い（2009年、イリータ[8]）

### OVA
- 森田さんは無口（2011年、メガネ娘）

### ゲーム
2004年
- Memories Off 〜それから〜

2006年
- アルカナハート（2006年 - 2014年、春日舞織） - 5作品

2007年
- CRプロジェクトミネルヴァ（ミカ）

2008年
- ダイノキングバトル

2009年
- Clear 〜新しい風の吹く丘で〜（本町春乃）

2010年
- クリムゾン・エンパイア（リル・メデューサ）
- 戦国大戦

2012年
- 魔王がこーりんぐ!（小森知恵）

2014年
- 妖怪百姫たん!（土転び）

2015年
- ウチの姫さまがいちばんカワイイ（雀踊姫 青葉ことり）
- ヤジルシ君

2016年
- ワールドクロスサーガ -時と少女と鏡の扉-（オーロラ姫）

2019年
- 戦の海賊（リュカ）

### 吹き替え
- あすなろ白書
- 宇宙からの侵略者（少女A）
- 木浦は港だ（ソヨン）
- THE RED KNIGHT
- ダーク・ウォーター
- 花嫁はギャングスター（ダヘの娘）
- 吹けよ春風
- ふたつの恋と砂時計（ヨンミ）
- マッハ!エンジェル（ミキ）
- レッドナイト

### ドラマCD
- アルカナハート（春日舞織）
- イジノカテノカ（名前のない魔女）
- カルマ13（白河郁子）
- switch〜スイッチ vol.2 DS編（梨江）
- switch〜スイッチ vol.3 mp編（女生徒B）
- ふおんコネクト!（女子生徒１）
- Purism×Egoist 第1 - 3巻（ライト）
- みかにハラスメント（まえ）

### ラジオ
- ヘルシーメルシー☆（パーソナリティ）
- コンチェルトゲート放送局in音泉with ログイン編集部
- アシタヘストライク〜アシタへニュースヘッドライン〜
- 戦国大戦界〜乙女ラジオ伝〜（2011年）

### インターネットテレビ
- アルカナハートTV

### CMナレーション
- アニメイト長崎店
- カルマ13 CDドラマ
- 全労済
- ファミコン20thアニバーサリーCD

### その他
- アルカナハート10周年記念イベント（2016年12月17日、本多陽子と共に）[12]

## ディスコグラフィ

### キャラクターソング
| 発売日        | 商品名                                                | 歌                                         | 楽曲                                         | 備考                           |
| ------------- | ----------------------------------------------------- | ------------------------------------------ | -------------------------------------------- | ------------------------------ |
| 2009年2月25日 | 喰霊-零- キャラクターソング Vol.2 神宮寺菖蒲&二階堂桐 | 神宮寺菖蒲（相沢舞）、二階堂桐（土谷麻貴） | 「Agnus dei」 「Basic mission [about love]」 | テレビアニメ『喰霊-零-』関連曲 |